# Messing-cum-Inworth
Messing-cum-Inworth är en civil parish i Colchester i Essex i England. Civil parish har 363 invånare (2011).